# Haunetal
Haunetal ist eine Marktgemeinde im osthessischen Landkreis Hersfeld-Rotenburg.

## Geographie

### Geographische Lage
Haunetal liegt in der Vorderrhön, zwischen Bad Hersfeld, etwa 13 km, und Hünfeld, etwa 14 km entfernt. Die Gemeinde erstreckt sich auf beiden Seiten des Unterlaufes der Haune. Sie wird vom 524 m hohen Stoppelsberg überragt. Es liegt zwischen den Ausläufern des Knüllgebirges, der Rhön und des Vogelsberges. Haunetal ist die südlichste Gemeinde des Landkreises.

### Nachbargemeinden
Haunetal grenzt im Nordwesten an die Gemeinde Niederaula, im Nordosten an die Gemeinde Hauneck (beide im Landkreis Hersfeld-Rotenburg) im Osten an die Gemeinde Eiterfeld, im Süden an die Gemeinde Burghaun (beide im Landkreis Fulda) sowie im Westen an die Stadt Schlitz (im Vogelsbergkreis).

### Gemeindegliederung
Die Gemeinde besteht aus den Ortsteilen Hermannspiegel, Holzheim, Kruspis, Mauers, Meisenbach, Müsenbach, Neukirchen, Oberstoppel, Unterstoppel, Odensachsen, Rhina, Schletzenrod, Stärklos, Wehrda und Wetzlos.

## Geschichte

### Gemeindegebiet
Die Ortsteile Odensachsen und Rhina wurden 1003 zum ersten Mal urkundlich genannt, als König Heinrich II. den Reichsforst Ehringswald (Ehrenvirst) zwischen den Abteien Hersfeld und Fulda aufteilte.
Einige der heutigen Ortsteile gehörten schon im Mittelalter in der Herrschaft Wehrda und später im Amt Neukirchen zusammen. Die Orte gehörten größtenteils den Abteien Hersfeld oder Fulda, die sie an die Ritter von Romrod, von Trubenbach (später Trümbach), von Otensassen und von Haune (später Hune) als Lehen vergeben hatten. Die Letztgenannten waren die Erbauer der Burg Hauneck.
1886 wurde in Haunetal der Schriftsteller Heinrich Ruppel geboren. In einer Scheune im Ortsteil Neukirchen war gegen Ende des Zweiten Weltkrieges Konrad Zuses Rechner Z4 untergestellt.

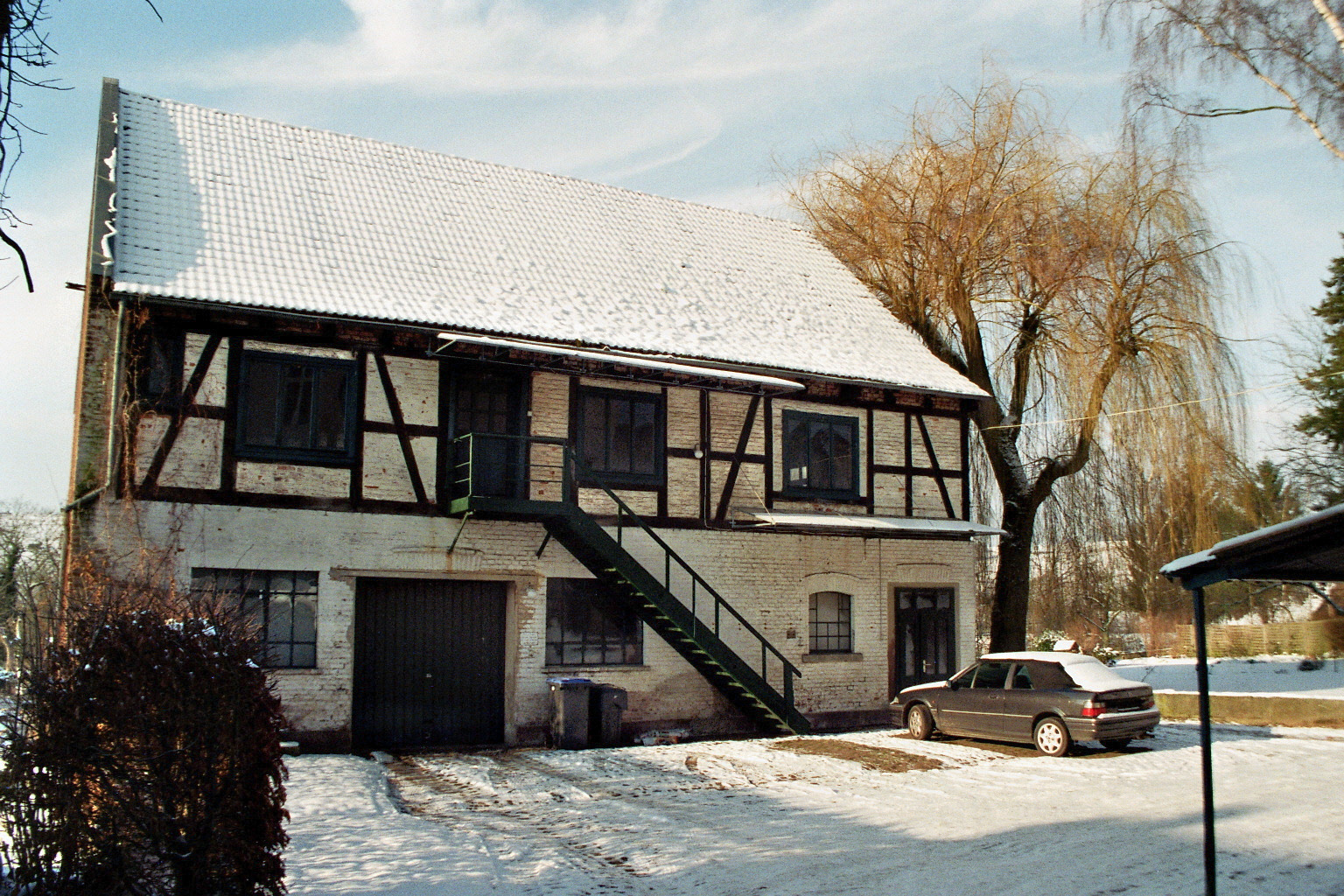
Konrad Zuses Werkstatt in Neukirchen Januar 2010

Konrad Zuse gründete 1949 im Ortsteil Neukirchen die Zuse KG; 1957 wurde der Firmensitz nach Bad Hersfeld verlegt.
Seit dem 16. Mai 1998 darf die Gemeinde Haunetal die Bezeichnung Marktgemeinde führen.

### Gemeindebildung
Zum 1. Februar 1971 wurden im Zuge Gebietsreform in Hessen die Gemeinden Hermannspiegel, Mauers, Neukirchen, Oberstoppel und Rhina auf freiwilliger Basis zur neuen Gemeinde Haunetal im Landkreis Hünfeld zusammengeschlossen. Am 31. Dezember 1971 kamen Meisenbach, Müsenbach, Odensachsen, Schletzenrod, Wehrda und Wetzlos (alle im Landkreis Hünfeld) hinzu. Unterstoppel (Landkreis Hünfeld) sowie die bis dahin zum Landkreis Hersfeld gehörenden Gemeinden Holzheim, Kruspis und Stärklos kamen durch Landesgesetz am 1. August 1972 zur in den neuen Landkreis Hersfeld-Rotenburg wechselnden Gemeinde hinzu. Für die ehemals eigenständigen Gemeinden wurde je ein Ortsbezirk mit Ortsbeirat und Ortsvorsteher nach der Hessischen Gemeindeordnung gebildet.

### Bevölkerung

#### Einwohnerstruktur 2011
Nach den Erhebungen des Zensus 2011 lebten am Stichtag, dem 9. Mai 2011, in Haunetal 3060 Einwohner. Darunter waren 45 (1,5 %) Ausländer, von denen 37 aus dem EU-Ausland, 9 aus anderen europäischen Ländern und 9 aus anderen Staaten kamen. (Bis zum Jahr 2020 erhöhte sich die Ausländerquote auf 3,4 %.) Nach dem Lebensalter waren 615 Einwohner unter 18 Jahren, 1152 zwischen 18 und 49, 678 zwischen 50 und 64 und 618 Einwohner waren älter. Die Einwohner lebten in 1235 Haushalten. Davon waren 333 Singlehaushalte, 325 Paare ohne Kinder und 436 Paare mit Kindern, sowie 126 Alleinerziehende und 15 Wohngemeinschaften. In 246 Haushalten lebten ausschließlich Senioren und in 786 Haushaltungen lebten keine Senioren.

#### Einwohnerentwicklung
| Haunetal: Einwohnerzahlen von 1973 bis 2020                       | Haunetal: Einwohnerzahlen von 1973 bis 2020 | Haunetal: Einwohnerzahlen von 1973 bis 2020 | Haunetal: Einwohnerzahlen von 1973 bis 2020 | Haunetal: Einwohnerzahlen von 1973 bis 2020 |
| ----------------------------------------------------------------- | ------------------------------------------- | ------------------------------------------- | ------------------------------------------- | ------------------------------------------- |
| Jahr                                                              |                                             |                                             |                                             | Einwohner                                   |
| 1973                                                              | 1973                                        |                                             | 3.355                                       | 3.355                                       |
| 1975                                                              | 1975                                        |                                             | 3.270                                       | 3.270                                       |
| 1980                                                              | 1980                                        |                                             | 3.137                                       | 3.137                                       |
| 1985                                                              | 1985                                        |                                             | 3.042                                       | 3.042                                       |
| 1990                                                              | 1990                                        |                                             | 3.219                                       | 3.219                                       |
| 1995                                                              | 1995                                        |                                             | 3.170                                       | 3.170                                       |
| 2000                                                              | 2000                                        |                                             | 3.242                                       | 3.242                                       |
| 2005                                                              | 2005                                        |                                             | 3.213                                       | 3.213                                       |
| 2010                                                              | 2010                                        |                                             | 3.048                                       | 3.048                                       |
| 2011                                                              | 2011                                        |                                             | 3.060                                       | 3.060                                       |
| 2015                                                              | 2015                                        |                                             | 2.943                                       | 2.943                                       |
| 2020                                                              | 2020                                        |                                             | 2.938                                       | 2.938                                       |
| Quellen: Hessisches Statistisches Informationssystem; Zensus 2011 |                                             |                                             |                                             |                                             |

#### Konfessionsstatistik
| • 1987: | 2623 evangelische (= 86,0 %), 326 katholische (= 10,7 %), 101 sonstige (= 3,3 %) Einwohner  |
| • 2011: | 2179 evangelische (= 74,2 %), 334 katholische (= 10,9 %), 547 sonstige (= 17,9 %) Einwohner |

## Politik

### Gemeindevertretung
Die Kommunalwahl am 14. März 2021 lieferte folgendes Ergebnis, in Vergleich gesetzt zu früheren Kommunalwahlen:
| Gemeindevertretung – Kommunalwahlen 2021 | Gemeindevertretung – Kommunalwahlen 2021                    |
| --- | ----------------------------------------------------------- |
| Stimmenanteil in %Wahlbeteiligung 67,2 % 50403020100 40,8 (+2,0)30,2 (−0,2)29,0 (−1,8) CDUSPDGfHc20162021Anmerkungen:c Gemeinsam für Haunetal | SitzverteilungInsgesamt 15 Sitze - SPD: 5 - GfH: 4 - CDU: 6 |

| Parteien und Wählergemeinschaften | Parteien und Wählergemeinschaften           | % 2021 | Sitze 2021 | % 2016 | Sitze 2016 | % 2011 | Sitze 2011 | % 2006 | Sitze 2006 | % 2001 | Sitze 2001 |
| CDU                               | Christlich Demokratische Union Deutschlands | 40,8   | 6          | 38,8   | 6          | 39,0   | 9          | 42,4   | 10         | 40,3   | 9          |
| SPD                               | Sozialdemokratische Partei Deutschlands     | 30,2   | 5          | 30,4   | 4          | 46,0   | 11         | 49,2   | 11         | 47,2   | 11         |
| GfH                               | Gemeinsam für Haunetal                      | 29,0   | 4          | 30,8   | 5          | —      | —          | —      | —          | —      | —          |
| FWG                               | Freie Wählergemeinschaft Haunetal           | —      | —          | —      | —          | 15,0   | 3          | 6,4    | 2          | 9,3    | 2          |
| FDP                               | Freie Demokratische Partei                  | —      | —          | —      | —          | —      | —          | 2,0    | 0          | —      | —          |
| Grüne                             | Bündnis 90/Die Grünen                       | —      | —          | —      | —          | —      | —          | —      | —          | 3,3    | 1          |
| gesamt                            | gesamt                                      | 100,0  | 15         | 100,0  | 15         | 100,0  | 23         | 100,0  | 23         | 100,0  | 23         |
| Wahlbeteiligung in %              | Wahlbeteiligung in %                        | 67,2   | 67,2       | 64,3   | 64,3       | 66,7   | 66,7       | 63,0   | 63,0       | 70,5   | 70,5       |

### Bürgermeister
Nach der hessischen Kommunalverfassung wird der Bürgermeister für eine sechsjährige Amtszeit gewählt, seit dem Jahr 1993 in einer Direktwahl, und ist Vorsitzender des Gemeindevorstands, dem in der Gemeinde Haunetal neben dem Bürgermeister ehrenamtlich ein Erster Beigeordneter und fünf weitere Beigeordnete angehören. Bürgermeister ist seit dem 1. Dezember 2020 Timo Lübeck (CDU). Er setzte sich am 1. November 2020 im ersten Wahlgang gegen den Amtsinhaber Gerd Lang, der sich um eine zweite Amtszeit beworben hatte, bei 75,6 Prozent Wahlbeteiligung mit 59,9 Prozent der Stimmen durch.
Amtszeiten der Bürgermeister
- 2020–2026 Timo Lübeck (CDU)[18]
- 2014–2020 Gerd Lang
- 2011–2014 Stefan Euler (CDU, FWG), vorzeitig in den Ruhestand versetzt[22]
- 1995–2011 Hein-Peter Möller (SPD), „hört zum 30. Juni auf“[21]
- 1993–1995 Helmut Ruppel (CDU), „scheidet freiwillig aus“[21]
- 1985–1993 Fritz Krauser
- 1972–1985 Karl-Heinz Ruppel

### Ortsbezirke
Folgende Ortsbezirke mit Ortsbeirat und Ortsvorsteher nach der Hessischen Gemeindeordnung gibt es im Gemeindegebiet:
- Ortsbezirk Hermannspiegel (Gebiete der ehemaligen Gemeinde Hermannspiegel). Der Ortsbeirat besteht aus drei Mitgliedern.
- Ortsbezirk Holzheim (Gebiete der ehemaligen Gemeinde Holzheim). Der Ortsbeirat besteht aus fünf Mitgliedern.
- Ortsbezirk Kruspis (Gebiete der ehemaligen Gemeinde Kruspis). Der Ortsbeirat besteht aus fünf Mitgliedern.
- Ortsbezirk Mauers (Gebiete der ehemaligen Gemeinde Mauers). Der Ortsbeirat besteht aus drei Mitgliedern.
- Ortsbezirk Meisenbach (Gebiete der ehemaligen Gemeinde Meisenbach). Der Ortsbeirat besteht aus drei Mitgliedern.
- Ortsbezirk Müsenbach (Gebiete der ehemaligen Gemeinde Müsenbach). Der Ortsbeirat besteht aus drei Mitgliedern.
- Ortsbezirk Neukirchen (Gebiete der ehemaligen Gemeinde Neukirchen). Der Ortsbeirat besteht aus 9 Mitgliedern.
- Ortsbezirk Oberstoppel (Gebiete der ehemaligen Gemeinde Oberstoppel). Der Ortsbeirat besteht aus fünf Mitgliedern.
- Ortsbezirk Odensachsen (Gebiete der ehemaligen Gemeinde Odensachsen). Der Ortsbeirat besteht aus fünf Mitgliedern.
- Ortsbezirk Rhina (Gebiete der ehemaligen Gemeinde Rhina). Der Ortsbeirat besteht aus sieben Mitgliedern.
- Ortsbezirk Schletzenrod (Gebiete der ehemaligen Gemeinde Schletzenrod). Der Ortsbeirat besteht aus drei Mitgliedern.
- Ortsbezirk Stärklos (Gebiete der ehemaligen Gemeinde Stärklos). Der Ortsbeirat besteht aus fünf Mitgliedern.
- Ortsbezirk Unterstoppel (Gebiete der ehemaligen Gemeinde Unterstoppel). Der Ortsbeirat besteht aus fünf Mitgliedern.
- Ortsbezirk Wehrda (Gebiete der ehemaligen Gemeinde Wehrda). Der Ortsbeirat besteht aus 9 Mitgliedern.
- Ortsbezirk Wetzlos (Gebiete der ehemaligen Gemeinde Wetzlos). Der Ortsbeirat besteht aus fünf Mitgliedern.

Der Ortsbeirat wählt eines seiner Mitglieder zum Ortsbeirat bzw. zur Ortsbeirätin.

## Kultur und Sehenswürdigkeiten

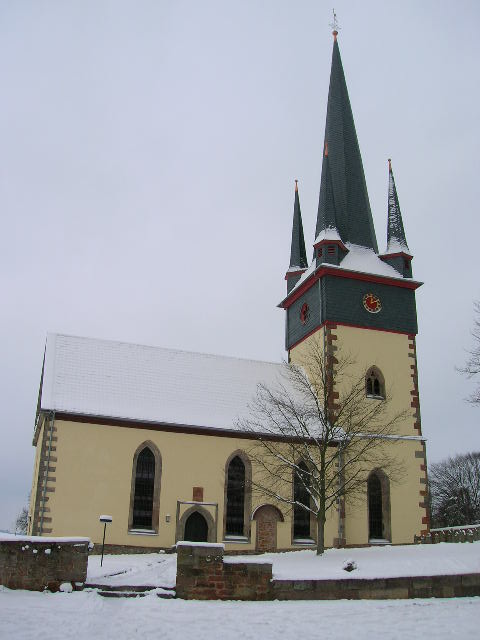
Evangelische Kirche Neukirchen Januar 2006

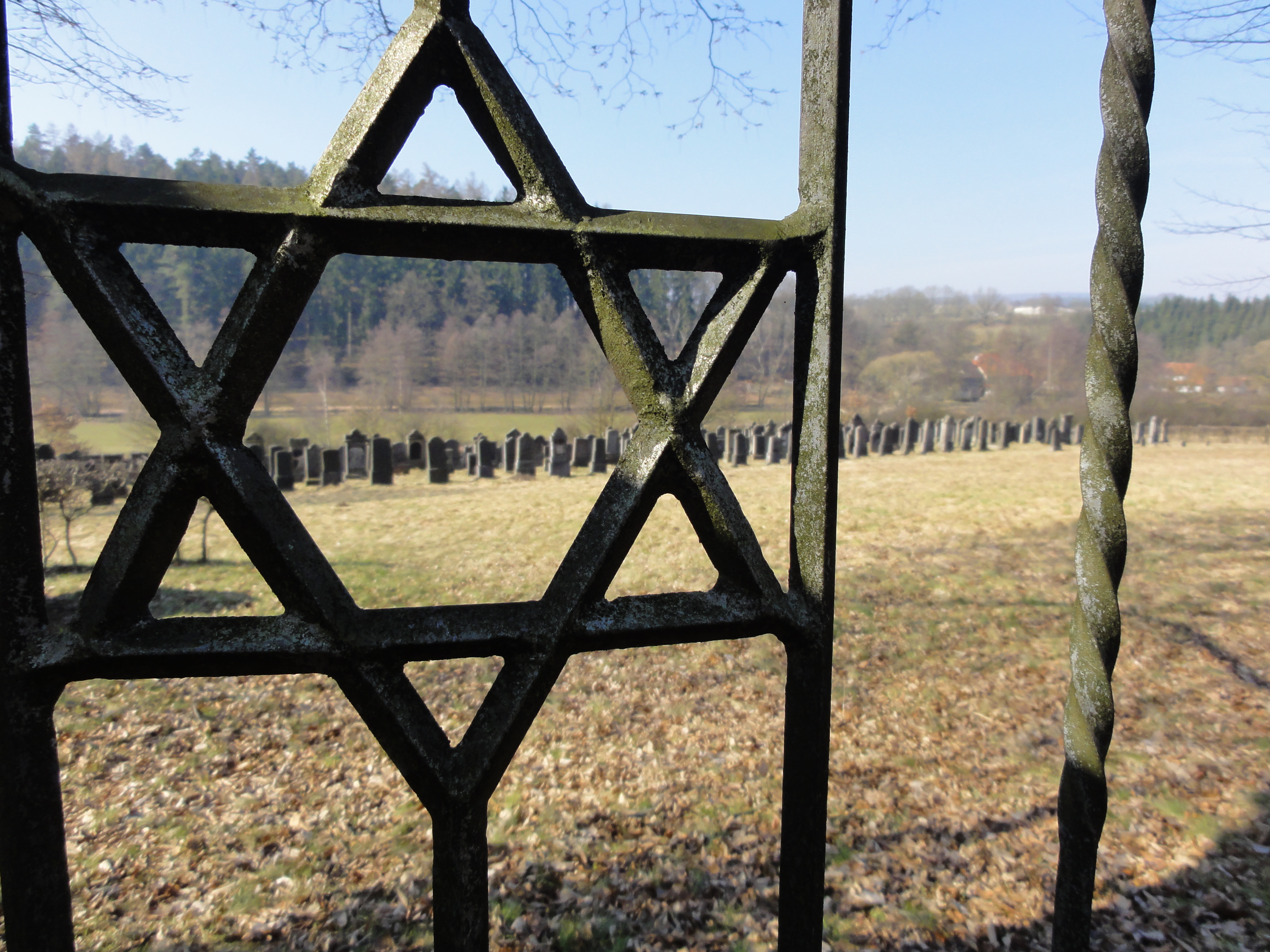
Jüdischer Friedhof in Rhina

### Bauwerke
Die evangelische Kirche in Neukirchen ist im spätgotischen Stil 1515 auf teilweise romanischem Unterbau erbaut. Zur bemerkenswerten Inneneinrichtung zählen der geschnitzte Flügelaltar aus dem Jahr 1522 sowie der Taufstein aus dem Jahr 1588.
Oberhalb von Neukirchen und Oberstoppel auf dem Stoppelsberg, dem Hausberg von Haunetal, befindet sich die Burg Hauneck, deren Baugeschichte bis in das 14. Jahrhundert zurückreicht. Noch weiter in die Vergangenheit weist die Sinzigburg, westlich vom Stoppelsberg im Haunetal. Nicht weit entfernt, ebenfalls an den Hängen des Stoppelsberges befindet sich das Naturdenkmal Lange Steine.
Weitere Bauten im Ortsteil Wehrda sind die gotische Wehrkirche mit alten Bauernfresken, das Schloss Hohenwehrda – erbaut um 1900 vom Freiherrn Wilhelm von Kleydorff, heute ein Hermann-Lietz-Internat –, das Gelbe Schloss Wehrda, das Rote Schloss in Wehrda – heute im Besitz von Johannes Freiherr von Campenhausen – und die Burgruine Altwehrda (vermutlich erste befestigte Ansiedlung in einem befestigten Wehrturm, erbaut durch das Rittergeschlecht derer von Trumbach, später derer von Stein).

### Jüdischer Friedhof
Am Ortsteil Rhina liegt der 3.896 m² große jüdische Friedhof von Haunetal. Der Friedhof ist ein geschütztes Kulturdenkmal und befindet sich etwa 1 km südlich von Rhina zwischen der Bahnstrecke Bebra–Fulda und der Bundesstraße 27 im Tal der Haune. Ein weiterer Judenfriedhof befindet sich im Ortsteil Wehrda.

### Kulinarische Spezialitäten
Eine kulinarische Spezialität aus dem Haunetal ist der Ploatz, ein herzhafter Blechkuchen aus Roggenbrotteig mit unterschiedlichem Belag.

## Wirtschaft und Infrastruktur

### Verkehr
An das überregionale Straßennetz ist die Gemeinde durch die Bundesstraße 27 angeschlossen, die durch die Gemeinde führt. Weiterhin hat die Gemeinde einen Bahnhof in Neukirchen, an der Bahnstrecke Frankfurt–Göttingen.
Der Öffentliche Nahverkehr wird durch den Nordhessischen Verkehrsverbund gewährleistet.
Die Buslinien werden von der Regionalverkehr Kurhessen betrieben. Die Buslinien stellen vor allem die Verbindung mit Bad Hersfeld her.

### Bildung
In Neukirchen gibt es die Haunetal-Schule, eine Grundschule. Des Weiteren gibt es im Ortsteil Wehrda die Hermann-Lietz-Schule Schloss Hohenwehrda.

## Söhne und Töchter der Gemeinde
- Friedrich Christian Delius (* 13. Februar 1943 in Rom) deutscher Schriftsteller wuchs von 1944 bis 1958 im Wehrda auf.
- Heinrich Ruppel (* 8. November 1886 in Neukirchen; † 1974 in Ziegenhain) war ein deutscher Schriftsteller.
- Konrad Zuse (* 22. Juni 1910 in Deutsch-Wilmersdorf b. Berlin; † 18. Dezember 1995 in Hünfeld bei Fulda) war ein deutscher Bauingenieur, Erfinder und Unternehmer.
- Jakob Nussbaum (* 8. Januar 1873 in Rhina; † 19. Dezember 1936 in Kinneret am See Genezareth) war ein Maler des deutschen Impressionismus.